# 러빙 이비자: 섹슈얼 아일랜드
《러빙 이비자: 섹슈얼 아일랜드》(Verliefd op Ibiza)는 2013년 공개된 네덜란드의 로맨틱 코미디 영화이다.

## 출연

### 주연
- 얀 쿠이즈먼
- 킴 핀스트라

### 조연
- 산네 보겔
- 빌레케 반 아메루이
- 짐 배컴
- 릭 엔젤케스
- 자스퍼 고틀리브